# Chaurai Khas
Chaurai Khas es una localidad de la India en el distrito de Chhindwara, estado de Madhya Pradesh.

## Geografía
Se encuentra a una altitud de 648 m s. n. m. a 327 km de la capital estatal, Bhopal, en la zona horaria UTC +5:30.

## Demografía
Según la estimación de 2010, contaba con una población de 13 452 habitantes.